# ميخائيل ريتش
ميخائيل ريتش (بالإنجليزية: Michael Reich)‏ هو اقتصادي أمريكي، ولد في 18 أكتوبر 1945.